# 浦波 (初代神風型駆逐艦)
|          | |
| 艦歴     | |
| 計画     | 1906年度 |
| 起工     | 1907年5月1日 |
| 進水     | 1907年12月8日 |
| 就役     | 1908年10月2日 |
| その後   | 1912年8月28日三等駆逐艦 1924年12月1日掃海艇編入 1928年8月1日第八号掃海艇 (初代) と改名 1930年6月1日雑役船編入、曳船兼交通船指定、公称第758号と改名 |
| 除籍     | 1930年6月1日 |
| 廃船     | 1935年10月25日 |
| 売却     | 1936年2月27日 |
| 性能諸元 | |
| 排水量   | 常備：381t 満載：450t |
| 全長     | 69.2メートル |
| 全幅     | 6.6メートル |
| 吃水     | 1.8メートル |
| 機関     | レシプロエンジン2基2軸、6,000hp |
| 最大速力 | 29ノット |
| 航続距離 | 11ノット/850カイリ |
| 乗員     | 70人 |
| 兵装     | 80mm（40口径）単装砲 2門 80mm（28口径）単装砲 4門 450mm魚雷発射管 2門                                                                              |

浦波（うらなみ）は、大日本帝国海軍の駆逐艦で、神風型駆逐艦 (初代)の30番艦である。同名艦に吹雪型駆逐艦（特I型）の「浦波」があるため、こちらは「浦波 (初代)」や「浦波I」などと表記される。

## 艦歴
1907年（明治40年）5月1日、舞鶴工廠で起工。同年7月9日、命名（製造番号、第30号駆逐艦）。同年12月28日、進水。1908年（明治41年）1月10日、駆逐艦に類別。同年10月2日、竣工。
第一次世界大戦では、青島の戦いに参加。シベリア出兵時には沿海州の沿岸警備を行った。
1924年（大正13年）12月1日、掃海艇に編入。
1928年（昭和3年）4月1日、「潮」の除籍にともない掃海艇浦波型となる。同年8月1日、日本海軍は第44号駆逐艦を吹雪型駆逐艦「浦波」と改名。これにともない「掃海艇 浦波」は第八号掃海艇に改称。浦波型掃海艇は第七号型掃海艇に改訂された。1930年（昭和5年）6月1日、除籍。雑役船に編入。曳船兼交通船（公称第758号）に改称。1935年（昭和10年）10月25日、廃船。1936年（昭和11年）2月27日、売却。

## 艦長
※『日本海軍史』第9巻・第10巻の「将官履歴」及び『官報』に基づく。
駆逐艦長
- 角田貫三 大尉：1908年7月31日 - 1909年4月23日
- 坂倉幸利 大尉：1909年4月23日 - 1910年1月15日
- （兼）大谷喜雄 大尉：1910年1月15日 - 10月12日
- 小副川敬治 大尉：1910年10月12日 - 1911年5月23日
- 関根繁男 大尉：1911年5月23日 - 1913年12月1日
- 新山良幸 大尉：1913年12月1日 - 1915年12月13日
- 熊谷秀夫 大尉：1915年12月13日 - 1916年12月1日
- 斎藤直彦 大尉：1916年12月1日 - 1917年12月1日[13]
- 角田貞雄 大尉：1917年12月1日[13] - 1918年3月12日[14]
- 松岡弘人 大尉：1918年3月12日[14] - 1919年12月1日[15]
- 吉田庸光 大尉：1919年12月1日 - 1920年12月1日
- 一ノ瀬英太 少佐：1920年12月1日[16] - 1921年12月1日[17]
- 石橋三郎 少佐：1921年12月1日[17] - 1922年7月20日[18]
- 佐藤慶蔵 大尉：1922年7月20日[18] - 1923年11月1日[19]

掃海艇長
- 稲垣義穐 大尉：1924年12月1日[20] - 1925年8月1日[21]
- 板倉得止 大尉：1925年8月1日 - 1927年12月1日
- 副田久幸 大尉：1927年12月1日[22] - 1929年6月1日[23]
- 萱場松次郎 大尉：1929年6月1日[23] - 1930年1月20日[24]